# 张耀元
张耀元（1995年2月—），女，山东人，中国主持人，毕业于中国传媒大学，中国农业电影电视中心主持人。

## 生平
2016年参加金鹰卡通主持人大赛，并获得季军。

## 主持节目
- 《夏日甜心》
- 《乡土》